# Predeștii Mici
Predeștii Mici – wieś w Rumunii, w okręgu Dolj, w gminie Predești. W 2011 roku liczyła 3 mieszkańców.